# Grande Santo Domingo
A Grande Santo Domingo é uma região metropolitana situada na República Dominicana. Engloba o Distrito Nacional e mais três municípios da província de Santo Domingo. A região possui uma área total de 545,38 km².
Até 2001, a província de Santo Domingo pertencia ao Distrito Nacional. No entanto, a província emancipou-se por motivos administrativos e urbanístico.

## Municípios
- Distrito Nacional: Santo Domingo de Guzmán.
- Província de Santo Domingo: Santo Domingo Este; Santo Domingo Norte; Santo Domingo Oeste.